# 남서에티오피아인민주
남서에티오피아인민주는 남서부주라고도 하며 남부국민민족인민주에서 분리된 주이다.